# Liste der Einträge im National Register of Historic Places im Freeborn County

Lage des Freeborn County in Minnesota

Die Liste der Einträge im National Register of Historic Places im Freeborn County in Minnesota führt alle Bauwerke und historischen Stätten im Freeborn County auf, die in das National Register of Historic Places aufgenommen wurden.

## Legende
| NRHP | Historic Place    |
| HD   | Historic District |

## Aktuelle Einträge
| [ 2 ] | Name                                                    | Bild                                                    | Eintragsdatum        | Lage                                                                            | Ort          | Beschreibung                                                            |
| ----- | ------------------------------------------------------- | ------------------------------------------------------- | -------------------- | ------------------------------------------------------------------------------- | ------------ | ----------------------------------------------------------------------- |
| 1     | Albert Lea City Hall                                    | Albert Lea City Hall                                    | 1984 ID-Nr. 84001412 | 212 North Broadway 43° 39′ 1,8″ N, 93° 22′ 8,4″ W                               | Albert Lea   | 1903 im neuromanischen Stil errichtetes Rathaus                         |
| 2     | Albert Lea Commercial Historic District                 | Albert Lea Commercial Historic District                 | 1987 ID-Nr. 87001214 | Broadway zwischen Water Street und Pearl Street 43° 38′ 54,2″ N, 93° 22′ 7,4″ W | Albert Lea   | Ensemble von um die Jahrhundertwende errichteten Geschäftsgebäuden      |
| 3     | Chicago, Milwaukee, St. Paul and Pacific Railroad Depot | Chicago, Milwaukee, St. Paul and Pacific Railroad Depot | 1982 ID-Nr. 82002954 | 606 South Broadway 43° 38′ 40,8″ N, 93° 22′ 9,7″ W                              | Albert Lea   | 1914 errichtetes Bahnhofsgebäude der damaligen Milwaukee Road           |
| 4     | Clarks Grove Cooperative Creamery                       | Clarks Grove Cooperative Creamery                       | 1986 ID-Nr. 86000480 | Main Street Ecke Independence Avenue 43° 45′ 48,7″ N, 93° 19′ 43,7″ W           | Clarks Grove | 1927 errichtete Genossenschaftsmolkerei                                 |
| 5     | Lodge Zare Zapadu No. 44                                | Lodge Zare Zapadu No. 44                                | 1986 ID-Nr. 86000479 | County Highway 30 43° 36′ 29,9″ N, 93° 10′ 10,4″ W                              | Hayward      | 1909 errichtetes Versammlungsgebäude böhmischen Bruderschaft Záře Západ |
| 6     | H. A. Paine House                                       | H. A. Paine House                                       | 1986 ID-Nr. 86000481 | 609 West Fountain Street 43° 39′ 4,6″ N, 93° 22′ 32,9″ W                        | Albert Lea   | 1898 im Queen Anne-Stil errichtetes Wohnhaus                            |
| 7     | Dr. Albert C. Wedge House                               | Dr. Albert C. Wedge House                               | 1986 ID-Nr. 86001332 | 216 West Fountain Street 43° 39′ 7,1″ N, 93° 22′ 15″ W                          | Albert Lea   | 1880 im Shingle style genannten Baustil errichtetes Wohnhaus            |

## Frühere Einträge
| [ 2 ] | Name                   | Bild | Eintragsdatum        | Lage                         | Ort    | Beschreibung                                                                               |
| ----- | ---------------------- | ---- | -------------------- | ---------------------------- | ------ | ------------------------------------------------------------------------------------------ |
| 1     | John Niebuhr Farmhouse |      | 1986 ID-Nr. 86000439 | Abseits des County Highway 2 | Conger | 1873 errichtetes Farmhaus; 1997 abgebrannt und ein Jahr später aus dem Register gestrichen |